# 田子 (屏東縣)
田子，原寫為田仔，是臺灣屏東縣高樹鄉的一個傳統地域名稱，位於該鄉南部略偏西。相較於今日行政區，其範圍大致包括新南村東南半部、南華村大半部、鹽樹村南部東側凸出部分的東南端及北部東側凸出部分的南側邊界地帶一小段、田子村不含西北部及東北部、舊庄林不含北部、泉源村西南部中段。
本地區境內主要聚落為田仔、舊庄、舊南勢。

## 歷史
台灣日治初期，田子地區為一街庄，稱為「田仔庄」（舊制街庄），隸屬於港西上里。該庄昔日西及西北與埔羗崙庄為鄰，東北與高樹下庄、阿秡泉庄為鄰，東邊為加蚋埔庄，東南邊為大路關庄，南邊為鹽埔庄。
1901年（日治明治三十四年）11月11日，全台廢縣廳改設二十廳，該庄隸屬於阿猴廳。1904年（明治三十七年）4月15日，該庄編入「加蚋埔區」，隸屬於阿猴廳。1905年（明治三十八年）4月1日，阿猴廳改稱「阿緱廳」。1909年（明治四十二年）10月25日，全台合併二十廳為十二廳，加蚋埔區仍隸屬於阿緱廳。1920年（大正九年）10月1日，全台地方制度大改正，廢十二廳改設五州二廳，該庄改制並雅化為「田子」大字，隸屬於高雄州屏東郡高樹庄（新制街庄）。
戰後高樹庄改制為高樹鄉，隸屬於高雄縣，大字亦改制為村。1950年（民國39年）10月1日，高、屏分治，高樹鄉改隸屬於屏東縣。

## 聚落
本地區發展較早的聚落為田仔、舊庄、舊南勢，在日治初期的官方地圖上已有記載。

## 交通
省道台22線俗稱「旗楠公路」，是楠梓至高樹的幹道，經過本地區西北部邊界地帶。由該道路西行可前往里港鄉、里港鄉/九如鄉交界地帶、高雄市旗山區/大樹區交界地帶、燕巢區南部、大社區西北端等地；東行可前往高樹鄉高樹市區，並止於省道台27線轉角路口。
省道台27線是荖濃至烏龍的幹道，經過本地區東南部凸出部分的舊南勢聚落。由該道路北行可前往高樹鄉高樹市區、高雄市六龜區，並止於荖濃地區下荖濃聚落的省道台20線路口；南行可前往鹽埔鄉、九如鄉/長治鄉交界地帶、屏東市、萬丹鄉等地。
鄉道屏5線是南郡至源泉的道路，經過本地區極北點。
鄉道屏6線是田子至北泰山的道路，其西側端點（起點）位於本地區西北部西側邊界地帶、田仔聚落的省道台22線路口，由此向東南會經過本地區的舊庄聚落。
鄉道屏6-1線是舊庄至廣福的道路，其西側端點（起點）位於本地區北部、舊庄聚落南側的區道屏11線路口（新南勢聚落東南側）。
鄉道屏8線是新南勢至泰山的道路，其西側端點（起點）位於本地區西部邊界地帶偏南側的省道台22線路口（新南勢聚落東南側）。
鄉道屏11線是舊寮至新南勢的道路，其南側端點（終點）位於本地區西部偏南的區道屏8線路口，由此向東北會經過本地區的舊庄聚落。